# Hyazinth (Vorname)
Hyazinth ist ein männlicher Vorname.

## Herkunft und Bedeutung
Hyazinth ist griechischer Herkunft und eine Form von Hyakinthos. Die Bedeutung ist unklar. Spekuliert wird über eine Verbindung mit einer griechischen Sage, laut der der Gott Apollo seinen Geliebten, welcher den Namen Hyazinthe trug, bei einem Diskuswerfen ums Leben kam. Einige Alternativen des Mythos besagen, dass der Gott des Westwindes Zephyros, welcher ebenfalls in Hyazinthe verliebt und war, eifersüchtig auf die Liebe zwischen ihm und Apollo war, weshalb er denn Diskus umlenkte und Hyazinthe so umbrachte. Apollo ließ aus dem Blut seines getöteten Geliebten die Pflanze Hyazinthe wachsen.

## Varianten
Varianten von Hyazinth sind:
- englisch: Hyacinth
- französisch: Hyacinthe
- italienisch: Giacinto (dʒaˈtʃinto)
- lateinisch: Hyacinthus
- portugiesisch: Jacinto (ʒaˈsĩtu)
- spanisch: Jacinto (xaˈθinto)
- polnisch: Jacek
- ungarisch: Jácint

## Namenstag
Namenstag für „Hyazinth“ ist der 17. August. Er geht zurück auf Hyazinth von Polen, einen heiliggesprochenen polnischen Geistlichen aus dem 12. Jahrhundert.

## Bekannte Namensträger
Folgende Personen tragen den Namen Hyazinth:
- Hyazinth von Caesarea (96–108), Heiliger und Märtyrer
- Hyazinth Bobo, Geburtsname von Coelestin III. (* etwa 1106; † 1198), von 1191 bis 1198 Papst der römisch-katholischen Kirche
- Hyazinth von Polen (polnisch: Jacek Odrowąż; 1183–1257), Heiliger; polnischer Adliger und Geistlicher, der als Begründer des Dominikanerordens in Polen gilt

- Hyazinth Wäckerle, Pseudonym des Joseph Fischer (1836–1896), deutscher Pädagoge und Mundartdichter.
- Hyazinth Graf Strachwitz (1893–1968), deutscher General und Panzerkommandeur in der Wehrmacht

als Zweitname
- Franz Hyazinth (1632–1638), Herzog von Savoyen
- Wilhelm Hyacinth (Nassau-Siegen) (1666–1743), Prinz von Oranien und Fürst von Nassau-Siegen